# 大樹町多目的航空公園
大樹町多目的航空公園（たいきちょうたもくてきこうくうこうえん）は、北海道広尾郡大樹町にある場外離着陸場。1995年（平成7年）にオープンした。現在、JAXA、大学研究所、防衛省技術研究本部(現防衛装備庁)等が、協定により使用し、航空に関する各種実験を行っている他、農薬散布やグライダー滑空場としても施設が提供されている。
2008年、JAXAは大樹町と協定を結び、大樹町多目的航空公園内に、それまで岩手県大船渡市の三陸大気球観測所で行っていた大気球実験を行う拠点を移設・設置するとともに、当公園内の各JAXA施設を総称して「大樹航空宇宙実験場」とした。
将来的には、日本の再使用型宇宙往還機HOPEの帰還用滑走路の誘致を目指すとしており、新ロケット射場の建設候補地の一つとしても名前が挙がっている。この地域を中心として、民間主導の宇宙港「北海道スペースポート（HOSPO）」を建設する計画が進められている。

## 大樹町多目的航空公園で行われている実験
成層圏プラットフォーム (JAXA、富士重工業)
地上20 kmの成層圏に常に滞空して、地球観測や通信等を行う飛行船。
- 成層圏プラットフォーム大樹実験場

CAMUIロケット (HASTIC)
北海道の大学や民間企業が合同で開発を進めており、多くの発射実験がここで行われている。
再使用型宇宙往還機HOPE (JAXA)
H-IIロケットで打ち上げられ、自律飛行で宇宙空間から帰還する小型機。HOPE計画は事実上中止されたが、技術研究は継続して行っている。
スペースプレーン (JAXA)
宇宙空間を飛行する飛行機。基礎研究を行っている。
リフティングボディー機 (JAXA)
飛行翼に拠らず、胴体だけで浮揚することが可能な航空機。実験開始に当たっての準備作業を行っている。
P-1哨戒機 (防衛省技術研究本部)
P-3C対潜哨戒機に代わって海上自衛隊に配備された次期哨戒機。エンジン試験を行っている。
TACOM無人航空機 (防衛省技術研究本部)
飛行実験を行った。
係留気球による通信実験（ソフトバンク）
災害時に気球を使って携帯電話回線を復旧させる仕組み。
その他、各大学や民間研究グループによる小型ロケット、飛行船、無人航空機の開発、騒音測定など。